# Francesco Janich
Francesco Janich, all'anagrafe Ianich, detto Franco (Udine, 27 marzo 1937 – Nemi, 2 dicembre 2019), è stato un calciatore, allenatore di calcio e dirigente sportivo italiano, di ruolo difensore.

## Carriera

### Giocatore

#### Club

Janich (a destra), capitano della Lazio, prima di un derby di Roma dei primi anni 60.

Cresciuto nell'Atalanta, con cui aveva esordito in Serie A il 16 settembre 1956 nell'incontro vinto sul Napoli per 2-0, fu acquistato dalla Lazio nel 1958, quando conquistò la prima Coppa Italia del dopoguerra. Rimase in biancoceleste per tre stagioni, con 105 presenze (93 in campionato, 10 in Coppa Italia e 2 in Coppa delle Alpi).
Passò nel 1962 al Bologna, e diventò titolare inamovibile e raggiunse il traguardo più alto della sua carriera con lo storico scudetto del 1964, vinto 2 - 0 allo spareggio contro l'Inter di Herrera. Nella speciale classifica dei rossoblù di tutti i tempi, Janich è ottavo per numero di presenze, 376.
Nella sua lunga carriera non fu mai espulso né ha mai segnato.

#### Nazionale
Janich totalizzò 6 presenze con la nazionale, partecipando a due mondiali.
Fece il suo esordio al campionato del mondo 1962, nella gara del 2 giugno persa per 2-0 contro i padroni di casa del Cile. Fu convocato anche per il successivo campionato del mondo 1966 in Inghilterra, nel quale il commissario tecnico Edmondo Fabbri lo schierò al posto del capitano Sandro Salvadore nell'ultima gara della fase a gironi, persa 1-0 contro la Corea del Nord a Middlesbrough; rimase questa la sua ultima apparizione in maglia azzurra.

### Dopo il ritiro
Una volta terminata la carriera da giocatore, Janich ricoprì cariche dirigenziali. È stato direttore generale del Napoli in due distinti periodi, dal 1972 al 1976 e nuovamente dal 1978 al 1980; in mezzo, fu un anno al Como come direttore sportivo, tornando poi nello stesso ruolo anche alla Lazio. L'anno successivo diventò diesse della Triestina. Nel 1986 direttore sportivo del Bari, per cui tessera, fra gli altri, Gérson e João Paulo. Viene sollevato dall'incarico dal club pugliese nell'estate del 1992.
Nel corso della stagione 1992-1993 viene chiamato sulla panchina del Bologna in veste di direttore tecnico, affiancando l'allenatore Romano Fogli, senza evitare però la retrocessione dei felsinei in Serie C1. Nell'estate del 1993 fu direttore sportivo della Ternana, che poi non si iscrisse al campionato. Nell'estate 1995 ricopre per pochi mesi il ruolo di amministratore unico del Modena per poi passare a direttore sportivo fino a gennaio 1996.
Tra la fine degli anni 90 e i primi anni 2000, assieme al procuratore Riccardo Franceschini gestì la "Franceschini-Janich", agenzia di ricerca di talenti calcistici. All'inizio dello stesso decennio fu nello staff amministrativo del Manfredonia. Dalla stagione calcistica 2007-2008 Janich ricopriva il ruolo di direttore sportivo nel Pomezia, squadra del campionato laziale di Eccellenza.

## Statistiche

### Presenze e reti nei club
| Stagione        | Squadra         | Campionato      | Campionato | Campionato |
| Stagione        | Squadra         | Comp            | Pres       | Reti       |
| --------------- | --------------- | --------------- | ---------- | ---------- |
| 1956-1957       | Atalanta        | A               | 6          | 0          |
| 1957-1958       | Atalanta        | A               | 32         | 0          |
| Totale Atalanta | Totale Atalanta | Totale Atalanta | 38         | 0          |
| 1958-1959       | Lazio           | A               | 32         | 0          |
| 1959-1960       | Lazio           | A               | 33         | 0          |
| 1960-1961       | Lazio           | A               | 28         | 0          |
| Totale Lazio    | Totale Lazio    | Totale Lazio    | 93         | 0          |
| 1961-1962       | Bologna         | A               | 33         | 0          |
| 1962-1963       | Bologna         | A               | 32         | 0          |
| 1963-1964       | Bologna         | A               | 34         | 0          |
| 1964-1965       | Bologna         | A               | 29         | 0          |
| 1965-1966       | Bologna         | A               | 34         | 0          |
| 1966-1967       | Bologna         | A               | 31         | 0          |
| 1967-1968       | Bologna         | A               | 25         | 0          |
| 1968-1969       | Bologna         | A               | 18         | 0          |
| 1969-1970       | Bologna         | A               | 21         | 0          |
| 1970-1971       | Bologna         | A               | 16         | 0          |
| 1971-1972       | Bologna         | A               | 21         | 0          |
| Totale Bologna  | Totale Bologna  | Totale Bologna  | 294        | 0          |
| 1972-1973       | Lucchese        | C               | 23         | 0          |
| Totale carriera | Totale carriera | Totale carriera | 448        | 0          |

### Cronologia presenze e reti in nazionale
| Cronologia completa delle presenze e delle reti in nazionale ― Italia | Cronologia completa delle presenze e delle reti in nazionale ― Italia | Cronologia completa delle presenze e delle reti in nazionale ― Italia | Cronologia completa delle presenze e delle reti in nazionale ― Italia | Cronologia completa delle presenze e delle reti in nazionale ― Italia | Cronologia completa delle presenze e delle reti in nazionale ― Italia | Cronologia completa delle presenze e delle reti in nazionale ― Italia | Cronologia completa delle presenze e delle reti in nazionale ― Italia |
| Data                                                                  | Città                                                                 | In casa                                                               | Risultato                                                             | Ospiti                                                                | Competizione                                                          | Reti                                                                  | Note                                                                  |
| --------------------------------------------------------------------- | --------------------------------------------------------------------- | --------------------------------------------------------------------- | --------------------------------------------------------------------- | --------------------------------------------------------------------- | --------------------------------------------------------------------- | --------------------------------------------------------------------- | --------------------------------------------------------------------- |
| 2-6-1962                                                              | Santiago del Cile                                                     | Cile                                                                  | 2 – 0                                                                 | Italia                                                                | Mondiali 1962 - 1º turno                                              | -                                                                     |                                                                       |
| 11-11-1962                                                            | Vienna                                                                | Austria                                                               | 1 – 2                                                                 | Italia                                                                | Amichevole                                                            | -                                                                     |                                                                       |
| 2-12-1962                                                             | Bologna                                                               | Italia                                                                | 3 – 1                                                                 | Danimarca                                                             | Qual. Euro 1964                                                       | -                                                                     |                                                                       |
| 5-12-1964                                                             | Bologna                                                               | Italia                                                                | 6 – 0                                                                 | Turchia                                                               | Amichevole                                                            | -                                                                     |                                                                       |
| 18-6-1966                                                             | Milano                                                                | Italia                                                                | 1 – 0                                                                 | Austria                                                               | Amichevole                                                            | -                                                                     |                                                                       |
| 19-7-1966                                                             | Middlesbrough                                                         | Corea del Nord                                                        | 1 – 0                                                                 | Italia                                                                | Mondiali 1966 - 1º turno                                              | -                                                                     |                                                                       |
| Totale                                                                |                                                                       | Presenze                                                              | 6                                                                     |                                                                       | Reti                                                                  | 0                                                                     |                                                                       |

## Palmarès

### Giocatore

#### Club

##### Competizioni nazionali
- Coppa Italia: 2

Lazio: 1958
Bologna: 1969-1970
- Campionato italiano: 1

Bologna: 1963-1964

##### Competizioni internazionali
- Coppa Mitropa: 1

Bologna: 1961
- Coppa di Lega Italo-Inglese: 1

Bologna: 1970